# Прістер Борис Самуїлович
Бори́с Самуї́лович Прістер (* 3 березня 1938, Кременчук - помер 27 лютого 2025 року) — український радіобіолог, доктор біологічних наук — 1978, професор — 1985, академік Української академії аграрних наук України — з 1990, заслужений діяч науки і техніки України — 1998, лауреат Державної премії СРСР 1974 року — за розробку і втілення в життя «Рекомендацій по веденні сільського господарства при радіаційному забрудненні навколишнього середовища». За шерегу розробок по біогеохімії йоду нагороджений премією Вищої школи СРСР — 1985. За участь у роботах по ліквідації аварії на Чорнобильській АЕС нагороджений грамотою ВР УРСР. Член Національної комісії радіаційного захисту населення України при ВУ України.

## Біографія
1962 року закінчив навчання на факультеті агрохімії та ґрунтознавства Московської сільськогосподарської академії ім. Тимірязєва. В 1962—1979 роках працював в Челябінській області, брав участь у ліквідації Киштимської аварії.
В 1967 році захистив кандидатську дисертацію: «Поведінка урану в ґрунтах та біологічних ланцюгах».
З 1978 року — доктор біологічних наук, дисертація «Проблеми сільськогосподарської радіобіології і радіоекології при забрудненні навколишнього середовища молодою сумішшю продуктів ядерного ділення».
У 1979—1982 роках — професор Одеського державного університету ім. І. І. Мечникова та в 1982—1986 — Одеського політехнічного інституту — кафедра атомних електричних станцій.
За його ініціативою і академіка Богданова Г. О. у 1986 р. створено Державну програму ДКНТ СРСР «Сільськогосподарська радіологія».
Протягом 1989—1990 років — заступник директора з наукової роботи Українського науково-дослідного інституту сільськогосподарської радіології в смт Чабани Києво-Святошинського району.
В 1990—1994 роках працює першим заступником міністра з питань захисту населення від наслідків Чорнобильської катастрофи.
Академік-секретар Відділення агроекології та природокористування УААН в 1990—1996 роках.
1991 року доклав зусиль до створення відділу агроекології — у складі Інституту агроекології та біотехнології УААН — очолював до 1996.
З 1994 року по 1998 очолює Український науково-дослідний інститут сільськогосподарської радіології НАУ, згодом — головний науковий співробітник цього інституту.
Протягом 1998—2004 років працював головним науковим співробітником Українського НДІ сільськогосподарської радіології.
Починаючи 2004 роком — головний науковий співробітник Інституту проблем безпеки атомних електричних станцій НАН України.
Його наукові праці присвячені:
- дослідженню проблем радіоекології,
- біологічному колообігу йоду радіоактивного,
- проведенню сільськогосподарських робіт в умовах радіоактивного забруднення.

Розробив методологію радіаційного моніторингу навколишнього середовища, що ґрунтується на комплексному радіоекологічному районуванні території.
Його роботи впроваджені та використовуються при роботах з ліквідації наслідків аварії на Чорнобильській АЕС.
Під його керівництвом засновано новий напрям науки — реабілітація радіоактивно забруднених територій.
Є автором 6 винаходів, має 1 патент, опублікував понад 500 наукових праць, з них більше 50 — за кордоном, 18 книжок.
Як педагог підготував 4 докторів та 7 кандидатів наук.

## Витоки
- Прес-центр
- Національна академія
- Прістер — Одеса
- Золота фортуна

1. 1 2 3  Чеська національна авторитетна база даних